# Гиватаим

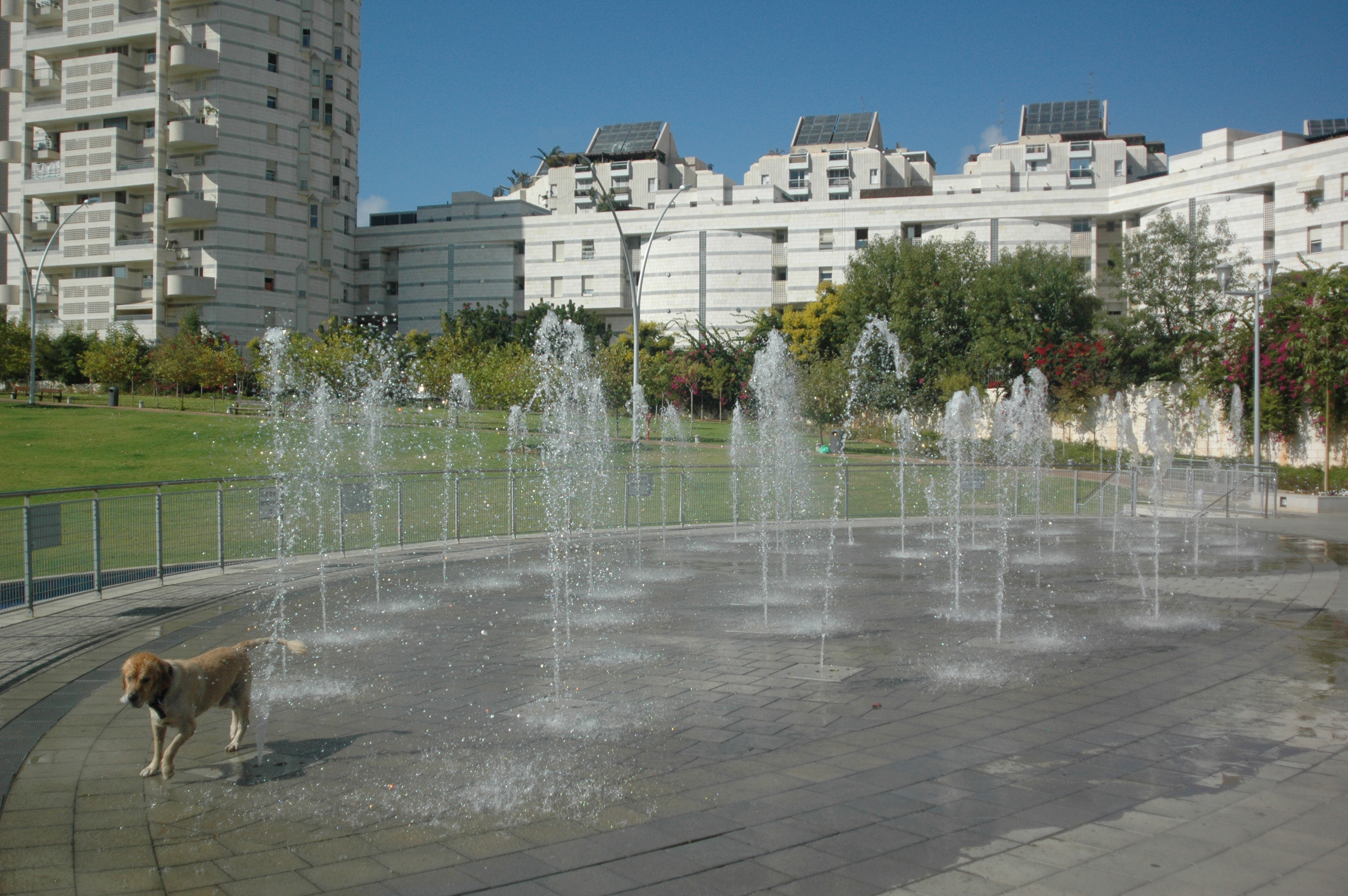
Фонтан в парке Гиватаима

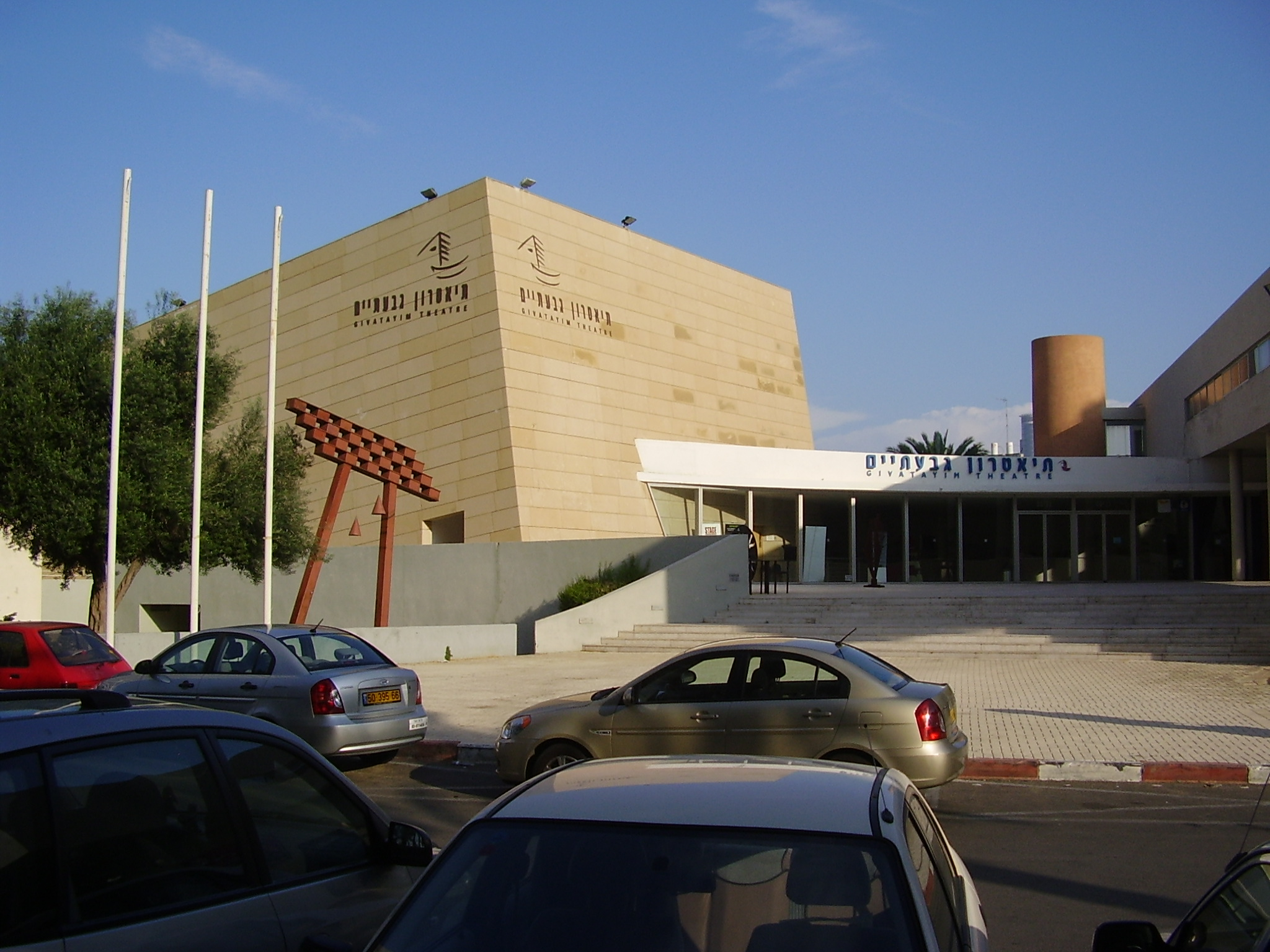
Театр Гиватаима

Гивата́им (ивр. גִּבְעָתַיִם‎ — «два холма») — город в Израиле, находится в Тель-Авивском округе, входит в агломерацию Гуш-Дан, примыкает к Тель-Авиву с востока и граничит на севере и востоке с Рамат-Ганом.

## История
Основан 2 апреля 1922 года группой из 22 репатриантов из Второй Алии, возглавляемой Давидом Шнайдерманом. Эта группа приобрела 300 дунамов (75 акров) земли на окраине Тель-Авива, и эта земля стала районом Борохов (Шхунат-Борохов), первым рабочим районом в стране. Он был назван в честь Бера Борохова, основателя рабочей партии «Поалей Цион». Позднее ещё 70 семей присоединились к группе, получив, впрочем, меньше участков. Земля была приобретена на частные сбережения, но затем была добровольно передана Еврейскому Национальному Фонду, который организовал еврейские поселения в то время, в соответствии с «социалистическими убеждениями» первых репатриантов.
С течением времени стали развиваться другие районы: Шенкин (1936), Гиват Рамбам (1933), Кирьят-Йосеф (1934) и Арлозоров (1936). Все эти кварталы были объединены в местные советы в августе 1942 году. Гиватаим получил статус города в 1959-м.

## Население
По данным Центрального статистического бюро Израиля, население на начало 2020 года составляло 60 644 человека.
В основном — евреи европейского происхождения. Жизненный уровень и образование — одни из высоких в стране. Занимаемая площадь — около 3,2 км².
Среди городских достопримечательностей — главная обсерватория Астрономического общества Израиля и театр.

## Города-побратимы
- Арад
- Кюстендил
- Мюлуз
- Сфынту-Георге
- Харбин
- Чаттануга